# Psychotria thelophora
Psychotria thelophora är en måreväxtart som beskrevs av Ignatz Urban. Psychotria thelophora ingår i släktet Psychotria och familjen måreväxter. Inga underarter finns listade i Catalogue of Life.